# Ministero delle entrate (Cina imperiale)
Il Ministero delle entrate (zh. 戶部T, 户部S, HùbùP, lett. "Ministero delle famiglie") era uno dei Sei ministeri del governo nella tarda Cina imperiale. Persistette dalla dinastia Tang (618–907) fino alla Rivoluzione Xinhai del 1911. Era responsabile della raccolta dei dati del censimento, della riscossione delle tasse e della gestione delle entrate statali. Due uffici di valuta erano subordinati al ministero.

## Etimologia
Contrariamente a quanto si può ritenere, il "Ministero delle entrare" non fu noto come tale durante la Cina imperiale; si tratta infatti di una resa, impropria, della storiografia britannica. Prima della dinastia Sui (581–618), era conosciuto come 度支T, DùzhīP, lett. "Contabilità/Scacchiere" per il suo ruolo di supervisione delle spese governative. Sotto i Sui era conosciuto come 民部T, MínbùP, lett. "Ministero del popolo/censimento" per il suo ruolo di sovrintendente al censimento e alla relativa tassazione. Dai Tang (618–907) ai Qing (1636–1912) era conosciuto come HùbùP, lett. "Ministero delle famiglie", sempre per il suo ruolo di sovrintendere al censimento delle famiglie e alla relativa tassazione.

## Livello amministrativo
- Dinastia Tang (618–907) e dinastia Song (960–1279): subordinato al Dipartimento degli Affari di Stato.
- Dinastia Yuan (1271–1368): subordinata al Segretariato
- Dinastia Ming (1368–1644): originariamente subordinata al Segretariato, relativamente autonoma dopo il 1380, coordinata dal Gran Segretariato dopo la metà del 1400

## Funzioni
Il sinologo Charles O. Hucker ha scritto che lo Hùbù era «responsabile generale delle censure della popolazione e dei terreni, della valutazione e della riscossione delle tasse, dell'immagazzinamento e della distribuzione delle entrate governative.» Il ministero era diviso nei seguenti uffici (zh. 司S, SīP) specializzati:
- Ufficio del censimento (zh. 戶部司T)
- Ufficio di contabilità generale (zh. 度支司T)
- Ufficio del Tesoro (zh. 金部司T)
- Ufficio dei granai (zh. 倉部司T)

Come tutti i ministeri, lo Hùbù era retto da un Ministro/Segretario (zh. 尚書S, ShàngshūP), assistito da due Vice-Ministri/Segretari (zh. 侍郎S, ShìlángP), mentre gli uffici erano retti da un direttore (zh. 郎中T).